# Libervia
Salut à Toi (SàT ou, depuis 2021 : Libervia) est un logiciel sous licence libre AGPLv3+. Le protocole de communication utilisé est XMPP. D'abord outil de messagerie instantanée, il fait aussi réseau social de type microblogue, moteur de blogue, transfert de fichiers, ainsi que streaming audio/vidéo. Il permet également un fil d'actualité de type Atom.

## Fonctionnalités
- Atom Syndication Format
- messagerie instantanée
- salon de discussion
- réseau social
- blog
- plugins

## Architecture
Ce logiciel est basé sur une architecture client-serveur. La partie cliente est décomposée en plusieurs parties. Un daemon (backend), tournant sur le poste de l'utilisateur ou un serveur dédié distant, auxquels vont se connecter différentes interfaces utilisateur (frontend). Il est possible d'avoir plusieurs connexions simultanées, avec des comptes différents à ce daemon.
Les interfaces utilisateur proposées sont :
- Bellaciao, interface graphique de bureau
- jp, application en ligne de commande
- Libervia-web (anciennement Libervia), interface web[4]
- Primitivus, interface en mode texte
- Wix, interface graphique de bureau